# 菲爾茲克里克鎮區 (密蘇里州亨利縣)
菲爾茲克里克鎮區（英語：Fields Creek Township）是位於美國密蘇里州亨利縣的一個行政鎮區。

## 地方資料
菲爾茲克里克鎮區的面積為82.88平方千米，當中陸地面積為80.93平方千米，而水域面積為1.95平方千米。根據2020年美國人口普查的數據，當地共有人口1686人，而人口密度為每平方千米20.34人。